# Кнопка вверх снизу
Кнопка вверх снизу (◌̝) — диакритический знак, используемый в МФА.

## Использование
Впервые был введён в МФА для обозначения большей закрытости гласного в 1900 году, при этом всегда ставился после буквы. В 1927 году для большей закрытости было введено альтернативное обозначение — ◌̣. В 1932 году значение знака ◌̝ было описано как «язык слегка приподнят», в 1947 году описание было изменено на «язык приподнят». В 1989 году альтернативное обозначение закрытости ◌̣ было исключено, а знак ◌̝ стал обозначать не только закрытые гласные, но и фрикативные согласные.